# Brabham BT55
Der Brabham BT55 ist ein Formel-1-Rennwagen des Teams Brabham Racing Organisation, der in der Saison 1986 eingesetzt wurde. Riccardo Patrese, Elio de Angelis und Derek Warwick fuhren den von Gordon Murray entwickelten Wagen.
Der BT55 erregte wegen seiner enorm flachen Bauweise Aufsehen, die hohen Anpressdruck bei geringem Luftwiderstand versprach, konnte die in ihn gesteckten Erwartungen aber nicht erfüllen und erreichte in der gesamten Saison lediglich zwei Platzierungen in den Punkterängen. Sehr oft führten technische Probleme zum Ausfall der Fahrzeuge, darüber hinaus kam Elio de Angelis am 15. Mai des Jahres nach einem Unfall auf der Teststrecke von Le Castellet ums Leben.

## Hintergrund
Brabham, Mitte der 1970er Jahre ein von den Leistungen her konkurrenzfähiger, aber nicht konstanter Traditionsrennstall, war um 1980 herum dank der von Gordon Murray entworfenen Fahrzeuge und des Talents des Fahrers Nelson Piquet wieder zu einem Spitzenteam geworden und gewann 1981 und 1983 jeweils die Fahrer-Weltmeisterschaft.
Seit 1982 arbeitete das Team darüber hinaus mit dem deutschen Motorenlieferanten BMW zusammen und setzte den Turbomotor vom Typ M12 zunächst exklusiv ein. Dieser Motor stellte sich für das Team als Fluch und Segen zugleich dar: Einerseits war dieses Triebwerk eines der stärksten seiner Zeit und konnte seine Leistung mit Piquets Fahrertitel im Jahr 1983 unter Beweis stellen. Andererseits wurden im Laufe der Zeit auch seine Schwächen deutlich: Dem Motor fehlte es an Haltbarkeit, zudem stellten sich ein hoher Treibstoffverbrauch (wohingegen das FIA-Reglement die Benzinmenge pro Fahrzeug immer stärker begrenzte) und ein schlechtes Durchzugverhalten (Turboloch) heraus.
Entsprechend ließ die Leistung der von Brabham in den Saisons 1984 und 1985 eingesetzten Fahrzeuge immer weiter nach, und der Rennstall geriet ins Hintertreffen, zumal die in den Fahrzeugen der konkurrierenden Teams eingesetzten Motoren von Honda, TAG/Porsche und Renault immer weiterentwickelt wurden und zudem als V-Motoren mit Biturbos bereits grundlegende technische Vorteile gegenüber dem als Reihenmotor konstruierten BMW-Aggregat hatten.

## Technik
Um der Stagnation entgegenzuwirken, entschieden sich das Team und Gordon Murray deshalb, zur Saison 1986 einen radikal anderen Ansatz bei der Gestaltung des Fahrzeugs zu wählen. Die Grundlage, auf der dies geschah, war die Feststellung, dass Formel-1-Fahrzeuge nach dem Verbot der Nutzung des Bodeneffekts ihren Abtrieb größtenteils über den Heckflügel erzeugten. Gordon Murray selber führte zum Ursprung dieses Gedankens aus, dass am in der Saison 1983 eingesetzten Brabham BT52 mit einer weiteren Vergrößerung des Heckflügels kein zusätzlicher Abtrieb generiert werden konnte, weshalb nunmehr auch der Weg bis zum Heckflügel selber in die Überlegungen hätte einfließen müssen. Untersuchungen im Windkanal führten zu dem Ergebnis, dass eine möglichst störungsfreie, laminare Anströmung des Heckflügels dessen Nutzung optimieren könnte. Aus diesem Grund sollte das zu entwickelnde Fahrzeug, der BT55, möglichst flach gestaltet werden.
Um dies zu erreichen, musste der vergleichsweise große BMW-Motor modifiziert werden. Eine entsprechende Abmessung konnte dadurch erzielt werden, dass der gesamte Motorblock um 72° auf die Seite gedreht wurde. Somit konnte also schließlich das gewünschte flache Chassis konstruiert werden, das schließlich nur noch ca. 80 cm hoch war und damit gegenüber seinem Vorgängermodell, dem BT54, ca. 30 cm an Höhe einsparte. Der modifizierte Motor wurde zudem noch mit einem speziellen 7-Gang-Getriebe von Weismann verbunden, das nach Angaben des Motor-Ingenieurs Paul Rosche allerdings erst sehr spät verfügbar war. Bereift war das Fahrzeug wie in den Vorsaisonen mit Reifen von Pirelli.
Weitere Implikationen der niedrigen Bauweise waren der lange Radstand (ca. 40 cm länger als beim BT54) und die ungewohnte Position des Cockpits: Die Fahrer lagen praktisch auf dem Rücken, mussten das Kinn auf die Brust pressen, um nach vorne sehen zu können, und konnten ihre Arme zum Lenken kaum bewegen. Riccardo Patrese klagte nach Testfahrten darüber, in dieser Position kaum atmen zu können.
Insgesamt sollen in die Entwicklung des BT55 bis zum Februar 1986 über 117.000 Arbeitsstunden eingeflossen sowie Kosten in Höhe von 6,8 Mio. Pfund aufgewendet worden sein. Die Motorleistung wurde auf 900 PS im Renneinsatz und 1050 PS für die Qualifikationen geschätzt. Von Aerodynamik und dem niedrigen Schwerpunkt erhofften sich die Konstrukteure hohe Kurvengeschwindigkeiten und eine Maximalgeschwindigkeit von annähernd 400 km/h.

## Sponsoren und Lackierung
Wie alle Brabham-Fahrzeuge der 80er Jahre war auch der BT55 größtenteils in Dunkelblau und Weiß lackiert. Ein auffälliges Element, das auch beim folgenden BT56 zu finden war, ist eine aus transparentem dunkelblauen Kunststoff bestehende Windschutzscheibe.
Sponsoren auf dem BT55 waren hauptsächlich der italienische Bürogerätehersteller Olivetti und das Bekleidungsunternehmen Emporio Armani. Weiter waren noch Sponsorenaufkleber von BMW, Castrol und Pirelli zu sehen.

## Die Saison 1986
Nach zwei enttäuschenden Saisons 1984 und 1985 hatte Nelson Piquet, dem folglich die Titelverteidigung misslungen war, das Team verlassen und war zu Williams gewechselt. Riccardo Patrese kehrte nach zwei eher erfolglosen Jahren bei Alfa Romeo zurück und wurde neuer Nr-1-Fahrer im Fahrzeug mit der Startnummer 7. Das zweite Cockpit besetzte das Team von Bernie Ecclestone mit dem Italiener Elio de Angelis, der zuvor zwar für Lotus mehrere Rennen gewinnen konnte, diesen Rennstall jedoch nach einer Saison als Teamkollege von Ayrton Senna verlassen musste, da sich Lotus auf Dauer keine zwei Spitzenfahrer leisten wollte.
Bereits die ersten Rennen der Saison verliefen ernüchternd; bis zum Großen Preis von Monaco, bei dem sich Patrese als 6. qualifizieren konnte, waren zweistellige Startplätze die Regel für das Team. Zudem fielen die Fahrzeuge sechsmal in den ersten vier Rennen mit Defekten aus, und Riccardo Patrese konnte alleine in Imola einen Punkt erzielen, obwohl er vor der Ziellinie infolge von Kraftstoffmangel liegen blieb.
Drei Tage nach dem GP von Monaco fanden Testfahrten auf dem Circuit Paul Ricard statt, bei denen Elio de Angelis einen schweren Unfall erlitt. Bei der Anfahrt auf die schnelle Kurvenkombination „Verriere“ versagte der Heckspoiler, und sein Fahrzeug geriet außer Kontrolle, überschlug sich und geriet in Brand. Angesichts einer für diese Testfahrten reduzierten Anzahl an Streckenposten dauerte es, bis de Angelis aus dem Fahrzeug befreit werden konnte, und auch die Bergung mit einem Rettungshubschrauber verzögerte sich. De Angelis starb am Folgetag, dem 15. Mai 1986, im Alter von 28 Jahren an den Folgen einer Rauchgasvergiftung. Als Konsequenz aus diesem Unfall wurde schließlich die Rennstrecke von Le Castellet noch zum Großen Preis von Frankreich dieses Jahres deutlich verkürzt, sodass die Unfallstelle nicht mehr passiert wurde.
Zum folgenden Rennen in Belgien trat Brabham lediglich mit einem Fahrzeug an, erst beim Großen Preis von Kanada war mit Derek Warwick, der nach einer enttäuschenden Vorsaison bei Renault ohne Cockpit geblieben war, ein Nachfolger gefunden worden. Der BT55 konnte sich dagegen in den folgenden Rennen nicht bewähren, obwohl Patrese frappierenderweise beim Großen Preis der USA in Detroit ausgerechnet auf einem Stadtkurs einen weiteren Punkt erzielen konnte. Hingegen sank das Vertrauen des Teams in den neuen Wagen derart weit ab, dass drei Wochen darauf beim Großen Preis von Großbritannien Patrese noch einmal mit dem BT54 aus dem Vorjahr ins Rennen geschickt wurde. Warwick konnte ihn allerdings bereits im Qualifying deutlich hinter sich lassen, und im Rennen schied Patrese mit Motorproblemen aus.
In den restlichen Rennen der Saison gelangen dagegen keine Punktplatzierungen mehr. Patrese schied sogar in jedem Rennen aus und wurde in Mexiko nach einem Dreher nur aufgrund der zurückgelegten Distanz noch als 13. gewertet. Warwick dagegen kam nur noch in Deutschland knapp hinter den Punkterängen ins Ziel, konnte beim folgenden Rennen in Österreich aber nach einem Defekt am Fahrzeug von Patrese, dem er seinen BT55 überlassen musste, gar nicht erst antreten, und schied in den restlichen Rennen der Saison jeweils aus.
Wenn überhaupt konnte der BT55 alleine durch Qualifikationsplatzierungen sein Potenzial andeuten. In Hockenheim stand Patrese auf der 7 und in Österreich auf der 4, und in Monza erreichte Warwick wiederum Platz 7. Das beste gemeinsame Ergebnis der beiden Fahrer war in dieser Hinsicht schließlich das Rennen in Mexiko, bei dem sich Patrese für den 5. und Warwick für den 7. Startplatz qualifizieren und dabei unter anderem mittlerweile als überlegen eingeschätzte Fahrzeuge von McLaren, Ferrari, Lotus und Benetton hinter sich lassen konnten. Später allerdings schieden Warwick durch einen Motorschaden und Patrese vier Runden vor dem Ziel durch einen Fahrfehler aus; beide Fahrer hatten zum Zeitpunkt ihres Ausfalls jeweils auf Platz 5 gelegen.

## Bewertung und Probleme
In den neuen BT55 wurden hohe Erwartungen gesetzt, im Großen und Ganzen enttäuschte das Fahrzeug allerdings, obwohl Gordon Murrays grundsätzliches Konzept bestätigt wurde: Die Aerodynamik des BT55 kombinierte einen hohen Anpressdruck mit einem geringen Luftwiderstand und erlaubte deshalb sehr hohe Geschwindigkeiten. So erreichte Derek Warwick in Österreich mit 344 km/h die höchste dort gemessene Geschwindigkeit, und auch auf anderen schnellen Strecken wie dem Hockenheimring und Monza gehörten die Brabhams zu den schnellsten Wagen des Felds.
Problematisch war hingegen vor allem die Technik rund um den Motor: Das BMW-Aggregat wurde durch die Modifikationen für den Einsatz im BT55 nicht zuverlässiger, sondern eher noch anfälliger. Im engen Chassis war die Kühlung des Motors ungenügend, sodass es durch die hohen Temperaturen zu einem schnellen Verschleiß und einem erhöhten Verbrauch von Benzin und Motoröl kam. Gordon Murray berichtet, die Öltemperatur habe durchgängig um 30 bis 50 Prozent höher gelegen als beim BT54. Die Versorgung mit letzterem wurde zudem durch die Neigung des Motors deutlich erschwert. Ein ähnlicher Effekt betraf das Getriebe, in dem das Schmieröl bei Kurvenfahrten den Fliehkräften ausgesetzt war. Auf diese Weise, so die Schlussfolgerung von Gordon Murray, habe die tatsächliche Leistungsabgabe des Motors stark geschwankt. Eine weitere Angabe spricht davon, dass der Motor alleine durch die Probleme mit der Kühlung je nach Außentemperatur bereits bis zu 300 PS eingebüßt habe.
Auch die Gewichtsverteilung war angesichts des langen Radstands nachteilig. In Kurven und beim Beschleunigen ließ die Traktion nach, was das Fahrzeug unberechenbar werden ließ und die Brabham-Fahrer auf langsameren Strecken behinderte. Schließlich lag hiermit also ein Fahrzeug vor, das auf schnellen Strecken an seiner Unzuverlässigkeit und auf langsameren Kursen an seinem nachteiligen Fahrverhalten scheiterte. Die abschließende Beurteilung durch Gordon Murray lautete, man habe mit dem Fahrzeug einen zu großen Schritt in zu kurzer Zeit gewagt und der BT55 hätte vor seinem ersten Einsatz noch ca. sechs Monate weiterer Entwicklungszeit benötigt.
Teamchef Bernie Ecclestone machte Gordon Murray alleine für die Misserfolge verantwortlich, woraufhin dieser das Team verließ und stattdessen zu McLaren ging. Der von diesem Team 1988 mit großem Erfolg eingesetzte McLaren MP4/4 wird gelegentlich als Abkömmling des BT55 betrachtet und auch Gordon Murray selber wurde mit den Worten zitiert, er sei Ende 1986 zu McLaren gewechselt, um das Konzept des BT55 „zum Funktionieren zu bringen“. Daneben seien auch Detaillösungen wie z. B. das auf eine niedrige Positionierung des Motors zugeschnittene Weismann-Getriebe direkt übernommen worden. Allerdings widersprechen Jo Ramírez, damaliger Koordinator des McLaren-Teams, und Steve Nichols, der Chefdesigner des MP4/4, dieser Darstellung. Insbesondere Nichols betont, das Design des MP4/4 sei eine Weiterentwicklung des Vorjahresfahrzeugs MP4/3, und die augenfälligen Änderungen gingen im Wesentlichen darauf zurück, dass der in der Saison 1988 verwendete kleinere Honda-Turbomotor sowie die in dieser Saison herabgesetzte Treibstoffmenge für Turbo-Fahrzeuge eine sehr viel flachere Bauform ermöglicht hätten als beim MP4/3 mit dem darin verbauten Porsche-TAG-Motor.
Zum Ende der Saison 1986 kündigte BMW seinen werksseitigen Rückzug aus der Formel 1 an. Der Restbestand an M12-Motoren wurde daraufhin von Jackie Oliver aufgekauft und in der Folgesaison unter dem Namen Megatron von den Teams Arrows und Ligier weiterverwendet. Hiervon ausgenommen waren die von Brabham bestellten gekippten Triebwerke, diese wurden im Folgejahr von Brabham im konservativer angelegten Brabham BT56 weiterverwendet, der von Murrays Nachfolger Sergio Rinland entworfen wurde. Dieses Fahrzeug war zwar augenscheinlich ausgewogener als der BT55 und erreichte in der Saison 1987 mit Riccardo Patrese und dem für Derek Warwick ins Team gekommenen Andrea de Cesaris jeweils einen Podestplatz, fiel jedoch insgesamt noch häufiger aus.

## Ergebnisse
| Jahr | Team    | Motor                 | Fahrer           | 1   | 2   | 3   | 4   | 5 | 6   | 7  | 8 | 9 | 10  | 11  | 12  | 13  | 14  | 15  | 16  | Punkte | Rang |
| ---- | ------- | --------------------- | ---------------- | --- | --- | --- | --- | - | --- | -- | - | - | --- | --- | --- | --- | --- | --- | --- | ------ | ---- |
| 1986 | Brabham | BMW M12/13 Turbomotor |                  |     |     |     |     |   |     |    |   |   |     |     |     |     |     |     |     | 2      | 9.   |
| 1986 | Brabham | BMW M12/13 Turbomotor | Riccardo Patrese | DNF | DNF | 6   | DNF | 8 | DNF | 6  | 7 |   | DNF | DNF | DNF | DNF | DNF | 13  | DNF | 2      | 9.   |
| 1986 | Brabham | BMW M12/13 Turbomotor | Elio de Angelis  | 8   | DNF | DNF | DNF |   |     |    |   |   |     |     |     |     |     |     |     | 2      | 9.   |
| 1986 | Brabham | BMW M12/13 Turbomotor | Derek Warwick    |     |     |     |     |   | DNF | 10 | 9 | 8 | 7   | DNF | DNS | DNF | DNF | DNF | DNF | 2      | 9.   |

| Legende  | Legende            | Legende                                                          |
| Farbe    | Abkürzung          | Bedeutung                                                        |
| -------- | ------------------ | ---------------------------------------------------------------- |
| Gold     | –                  | Sieg                                                             |
| Silber   | –                  | 2. Platz                                                         |
| Bronze   | –                  | 3. Platz                                                         |
| Grün     | –                  | Platzierung in den Punkten                                       |
| Blau     | –                  | Klassifiziert außerhalb der Punkteränge                          |
| Violett  | DNF                | Rennen nicht beendet (did not finish)                            |
| Violett  | NC                 | nicht klassifiziert (not classified)                             |
| Rot      | DNQ                | nicht qualifiziert (did not qualify)                             |
| Rot      | DNPQ               | in Vorqualifikation gescheitert (did not pre-qualify)            |
| Schwarz  | DSQ                | disqualifiziert (disqualified)                                   |
| Weiß     | DNS                | nicht am Start (did not start)                                   |
| Weiß     | WD                 | zurückgezogen (withdrawn)                                        |
| Hellblau | PO                 | nur am Training teilgenommen (practiced only)                    |
| Hellblau | TD                 | Freitags-Testfahrer (test driver)                                |
| ohne     | DNP                | nicht am Training teilgenommen (did not practice)                |
| ohne     | INJ                | verletzt oder krank (injured)                                    |
| ohne     | EX                 | ausgeschlossen (excluded)                                        |
| ohne     | DNA                | nicht erschienen (did not arrive)                                |
| ohne     | C                  | Rennen abgesagt (cancelled)                                      |
| ohne     | keine WM-Teilnahme |                                                                  |
| sonstige | P/fett             | Pole-Position                                                    |
| sonstige | 1/2/3/4/5/6/7/8    | Punktplatzierung im Sprint-/Qualifikationsrennen                 |
| sonstige | SR/kursiv          | Schnellste Rennrunde                                             |
| sonstige | *                  | nicht im Ziel, aufgrund der zurückgelegten Distanz aber gewertet |
| sonstige | ()                 | Streichresultate                                                 |
| sonstige | unterstrichen      | Führender in der Gesamtwertung                                   |